# The Kelly Family/Diskografie
Diese Diskografie ist eine Übersicht über die musikalischen Werke der irisch-US-amerikanischen Pop-Rock-Band The Kelly Family. Den Quellenangaben zufolge hat sie bisher mehr als 20 Millionen Tonträger verkauft. Allein in Deutschland konnte die Band über 7,3 Millionen Tonträger verkaufen, womit sie zu den Interpreten mit den meisten verkauften Tonträgern des Landes zählt. Ihre erfolgreichste Veröffentlichung ist das elfte Studioalbum Over the Hump mit mehr als fünf Millionen verkauften Einheiten. Das Album zählt mit über drei Millionen verkauften Einheiten zu den meistverkauften Musikalben in Deutschland, es ist das meistverkaufte einer irischen beziehungsweise US-amerikanischen Band.

## Alben

### Studioalben
| Jahr | Titel                                             | Höchstplatzierung, Gesamtwochen, AuszeichnungChartplatzierungen (Jahr, Titel, Platzierungen, Wochen, Auszeichnungen, Anmerkungen) | Höchstplatzierung, Gesamtwochen, AuszeichnungChartplatzierungen (Jahr, Titel, Platzierungen, Wochen, Auszeichnungen, Anmerkungen) | Höchstplatzierung, Gesamtwochen, AuszeichnungChartplatzierungen (Jahr, Titel, Platzierungen, Wochen, Auszeichnungen, Anmerkungen) | Höchstplatzierung, Gesamtwochen, AuszeichnungChartplatzierungen (Jahr, Titel, Platzierungen, Wochen, Auszeichnungen, Anmerkungen) | Anmerkungen                                                   |
| Jahr | Titel                                             | DE | AT | CH | UK | Anmerkungen                                                   |
| ---- | ------------------------------------------------- | --- | --- | --- | --- | ------------------------------------------------------------- |
| 1977 | Tours Europe                                      | — | — | — | — | Erstveröffentlichung: 1977                                    |
| 1979 | The Kelly Family                                  | — | — | — | — | Erstveröffentlichung: 1979                                    |
| 1979 | Lieder der Welt Engl. Ausgabe: Songs of the World | DE— GoldDE | — | — | — | Erstveröffentlichung: 1979 Verkäufe: + 407.500                |
| 1980 | Ein Vogel kann im Käfig nicht fliegen             | — | — | — | — | Erstveröffentlichung: 1980                                    |
| 1981 | Wonderful World                                   | — | — | — | — | Erstveröffentlichung: 1981                                    |
| 1984 | Une famille c’est une chanson                     | — | — | — | — | Erstveröffentlichung: 1984                                    |
| 1989 | Keep on Singing                                   | — | — | — | — | Erstveröffentlichung: 1989                                    |
| 1990 | New World                                         | — | — | — | — | Erstveröffentlichung: 1. September 1990                       |
| 1991 | Honest Workers                                    | — | — | — | — | Erstveröffentlichung: 1991                                    |
| 1993 | Wow                                               | DE38 a (1 Wo.)DE | — | — | — | Erstveröffentlichung: 1993                                    |
| 1994 | Over the Hump                                     | DE1 ×9Neunfachgold · (114 Wo.)DE                                                                                                  | AT1 ×2Doppelplatin · (66 Wo.)AT                                                                                                   | CH1 ×2Doppelplatin · (70 Wo.)CH                                                                                                   | — | Erstveröffentlichung: 5. September 1994 Verkäufe: + 5.000.000 |
| 1996 | Almost Heaven                                     | DE1 ×2Doppelplatin · (43 Wo.)DE                                                                                                   | AT1 ×2Doppelplatin · (16 Wo.)AT                                                                                                   | CH1 ×2Doppelplatin · (24 Wo.)CH                                                                                                   | — | Erstveröffentlichung: 27. Oktober 1996 Verkäufe: + 1.650.000  |
| 1997 | Growin’ Up                                        | DE1 (20 Wo.)DE | AT5 Gold · (16 Wo.)AT | CH3 Platin · (19 Wo.)CH | — | Erstveröffentlichung: 2. November 1997 Verkäufe: + 150.000    |
| 1998 | From Their Hearts                                 | DE3 (10 Wo.)DE | AT14 (6 Wo.)AT | CH12 (8 Wo.)CH | — | Erstveröffentlichung: 1. November 1998                        |
| 2002 | La Patata                                         | DE3 (6 Wo.)DE | AT35 (3 Wo.)AT | CH63 (4 Wo.)CH | — | Erstveröffentlichung: 7. April 2002                           |
| 2004 | Homerun                                           | DE9 (5 Wo.)DE | AT52 (1 Wo.)AT | — | — | Erstveröffentlichung: 6. Juni 2004                            |
| 2017 | We Got Love                                       | DE1 ×5Fünffachgold · (91 Wo.)DE                                                                                                   | AT1 Gold · (48 Wo.)AT | CH3 Gold · (58 Wo.)CH | — | Erstveröffentlichung: 24. März 2017 Verkäufe: + 517.500       |
| 2019 | 25 Years Later                                    | DE1 Gold · (36 Wo.)DE | AT1 (15 Wo.)AT | CH2 (26 Wo.)CH | — | Erstveröffentlichung: 25. Oktober 2019 Verkäufe: + 100.000    |

grau schraffiert: keine Chartdaten aus diesem Jahr verfügbar

### Livealben
| Jahr | Titel                                   | Höchstplatzierung, Gesamtwochen, AuszeichnungChartplatzierungen (Jahr, Titel, Platzierungen, Wochen, Auszeichnungen, Anmerkungen) | Höchstplatzierung, Gesamtwochen, AuszeichnungChartplatzierungen (Jahr, Titel, Platzierungen, Wochen, Auszeichnungen, Anmerkungen) | Höchstplatzierung, Gesamtwochen, AuszeichnungChartplatzierungen (Jahr, Titel, Platzierungen, Wochen, Auszeichnungen, Anmerkungen) | Höchstplatzierung, Gesamtwochen, AuszeichnungChartplatzierungen (Jahr, Titel, Platzierungen, Wochen, Auszeichnungen, Anmerkungen) | Anmerkungen                                               |
| Jahr | Titel                                   | DE | AT | CH | UK | Anmerkungen                                               |
| ---- | --------------------------------------- | --- | --- | --- | --- | --------------------------------------------------------- |
| 1988 | Live                                    | — | — | — | — | Erstveröffentlichung: 1988                                |
| 1992 | Street Life                             | — | — | — | — | Erstveröffentlichung: 1992                                |
| 1998 | Live, live, live                        | DE46 b (1 Wo.)DE | AT21 (6 Wo.)AT | CH24 (4 Wo.)CH | — | Erstveröffentlichung: 7. Juni 1998                        |
| 2017 | We Got Love: Live                       | DE*DE | — | — | — | Erstveröffentlichung: 20. Oktober 2017 siehe We Got Love  |
| 2018 | We Got Love: Live at Loreley            | DE*DE | — | — | — | Erstveröffentlichung: 16. November 2018 siehe We Got Love |
| 2020 | 25 Years Later: Live                    | DE*DE | — | — | — | Erstveröffentlichung: 3. April 2020 siehe 25 Years Later  |
| 2024 | Tough Road – Live at Westfalenhalle ’94 | — | AT10 (2 Wo.)AT | CH9 (2 Wo.)CH | — | Erstveröffentlichung: 15. Mai 2024                        |

### Kompilationen
| Jahr | Titel                         | Höchstplatzierung, Gesamtwochen, AuszeichnungChartplatzierungen (Jahr, Titel, Platzierungen, Wochen, Auszeichnungen, Anmerkungen) | Höchstplatzierung, Gesamtwochen, AuszeichnungChartplatzierungen (Jahr, Titel, Platzierungen, Wochen, Auszeichnungen, Anmerkungen) | Höchstplatzierung, Gesamtwochen, AuszeichnungChartplatzierungen (Jahr, Titel, Platzierungen, Wochen, Auszeichnungen, Anmerkungen) | Höchstplatzierung, Gesamtwochen, AuszeichnungChartplatzierungen (Jahr, Titel, Platzierungen, Wochen, Auszeichnungen, Anmerkungen) | Anmerkungen                                    |
| Jahr | Titel                         | DE | AT | CH | UK | Anmerkungen                                    |
| ---- | ----------------------------- | --- | --- | --- | --- | ---------------------------------------------- |
| 1993 | The Very Best – Over 10 Years | — | — | CH22 (11 Wo.)CH | — | Erstveröffentlichung: 1993                     |
| 1994 | Meisterstücke                 | DE— GoldDE | — | — | — | Erstveröffentlichung: 1994 Verkäufe: + 250.000 |
| 1999 | The Bonus-Tracks Album        | DE46 (5 Wo.)DE | — | — | — | Erstveröffentlichung: 12. Juni 1999            |
| 1999 | Best of the Kelly Family      | DE14 (9 Wo.)DE | AT43 (1 Wo.)AT | CH20 (4 Wo.)CH | — | Erstveröffentlichung: 4. Oktober 1999          |
| 1999 | Best of the Kelly Family 2    | DE29 (5 Wo.)DE | — | CH54 (3 Wo.)CH | — | Erstveröffentlichung: 29. November 1999        |

Weitere Kompilationen
- 1979: Who’ll Come with Me
- 1980: Stargala
- 1980: Wanderlieder
- 1980: Guten Abend, gut’ Nacht
- 1981: Liederreise mit Melodien aus aller Welt
- 1984: Unsere schönsten deutschen Lieder
- 1990: Botschafter in Musik
- 1994: Greensleeves
- 1994: Mull of Kintyre
- 1994: Meisterstücke II
- 1995: Meister-Werke 1-3
- 1995: Die schönsten Songs der Kelly Family
- 1996: Stars & ihre großen Erfolge
- 1997: Szene Stars
- 1997: Erfolge
- 1999: The Early Years
- 2000: Another World
- 2001: One More Christmas
- 2002: Staying Alive
- 2005: Hope
- 2022: The Best of – Vol. 1 &2

### EPs
- 1978: Familia Kelly canta la navidad
- 2021: One More Happy Christmas

### Weihnachtsalben
| Jahr | Titel             | Höchstplatzierung, Gesamtwochen, AuszeichnungChartplatzierungen (Jahr, Titel, Platzierungen, Wochen, Auszeichnungen, Anmerkungen) | Höchstplatzierung, Gesamtwochen, AuszeichnungChartplatzierungen (Jahr, Titel, Platzierungen, Wochen, Auszeichnungen, Anmerkungen) | Höchstplatzierung, Gesamtwochen, AuszeichnungChartplatzierungen (Jahr, Titel, Platzierungen, Wochen, Auszeichnungen, Anmerkungen) | Höchstplatzierung, Gesamtwochen, AuszeichnungChartplatzierungen (Jahr, Titel, Platzierungen, Wochen, Auszeichnungen, Anmerkungen) | Anmerkungen                                                |
| Jahr | Titel             | DE | AT | CH | UK | Anmerkungen                                                |
| ---- | ----------------- | --- | --- | --- | --- | ---------------------------------------------------------- |
| 1994 | Christmas for All | DE2 Gold · (10 Wo.)DE | AT1 Platin · (12 Wo.)AT | CH2 Platin · (8 Wo.)CH | — | Erstveröffentlichung: 5. Dezember 1994 Verkäufe: + 400.000 |
| 2022 | Christmas Party   | DE2 (8 Wo.)DE | AT4 (7 Wo.)AT | CH5 (8 Wo.)CH | — | Erstveröffentlichung: 4. November 2022                     |

Weitere Weihnachtsalben
- 1980: Festliche Stunden bei der Kelly Family (Verkäufe: + 250.000; DE: Gold)
- 1980: Kelly Family Loves Christmas and You
- 1980: Christmas All Year

## Singles
| Jahr | Titel Album                                                     | Höchstplatzierung, Gesamtwochen, AuszeichnungChartplatzierungen (Jahr, Titel, Album, Platzierungen, Wochen, Auszeichnungen, Anmerkungen) | Höchstplatzierung, Gesamtwochen, AuszeichnungChartplatzierungen (Jahr, Titel, Album, Platzierungen, Wochen, Auszeichnungen, Anmerkungen) | Höchstplatzierung, Gesamtwochen, AuszeichnungChartplatzierungen (Jahr, Titel, Album, Platzierungen, Wochen, Auszeichnungen, Anmerkungen) | Höchstplatzierung, Gesamtwochen, AuszeichnungChartplatzierungen (Jahr, Titel, Album, Platzierungen, Wochen, Auszeichnungen, Anmerkungen) | Anmerkungen                                                  |
| Jahr | Titel Album                                                     | DE | AT | CH | UK | Anmerkungen                                                  |
| ---- | --------------------------------------------------------------- | --- | --- | --- | --- | ------------------------------------------------------------ |
| 1980 | Who’ll Come with Me (David’s Song) Lieder der Welt              | DE15 (20 Wo.)DE | — | — | — | Erstveröffentlichung: 17. März 1980 Verkäufe: + 50.000       |
| 1994 | An Angel Over the Hump                                          | DE2 ×3Dreifachgold · (27 Wo.)DE | AT1 Platin · (20 Wo.)AT | CH2 (23 Wo.)CH | UK69 (1 Wo.)UK | Erstveröffentlichung: 28. Juni 1994 Verkäufe: + 950.000      |
| 1995 | Why Why Why Over the Hump                                       | DE26 (12 Wo.)DE | AT16 (8 Wo.)AT | CH34 (3 Wo.)CH | — | Erstveröffentlichung: 6. Februar 1995                        |
| 1995 | Roses of Red Over the Hump                                      | DE15 (21 Wo.)DE | — | CH21 (11 Wo.)CH | — | Erstveröffentlichung: 22. Mai 1995                           |
| 1995 | First Time Over the Hump                                        | DE19 (18 Wo.)DE | AT16 (12 Wo.)AT | CH19 (10 Wo.)CH | — | Erstveröffentlichung: 2. Oktober 1995                        |
| 1996 | I Can’t Help Myself (I Love You, I Want You) Almost Heaven      | DE1 Platin · (25 Wo.)DE | AT2 Gold · (20 Wo.)AT | CH1 Gold · (24 Wo.)CH | — | Erstveröffentlichung: 14. Juli 1996 Verkäufe: + 600.000      |
| 1996 | Every Baby Almost Heaven                                        | DE13 (11 Wo.)DE | AT9 (11 Wo.)AT | CH5 (8 Wo.)CH | — | Erstveröffentlichung: 24. November 1996                      |
| 1996 | Gott deine Kinder Der Glöckner von Notre Dame (O.S.T.)          | DE26 (7 Wo.)DE | AT19 (7 Wo.)AT | CH14 (6 Wo.)CH | — | Erstveröffentlichung: 2. Dezember 1996                       |
| 1997 | Fell In Love with an Alien Almost Heaven                        | DE15 (12 Wo.)DE | AT15 (11 Wo.)AT | CH14 (6 Wo.)CH | — | Erstveröffentlichung: 17. Februar 1997                       |
| 1997 | Nanana Almost Heaven                                            | DE17 (7 Wo.)DE | AT23 (7 Wo.)AT | CH6 (6 Wo.)CH | — | Erstveröffentlichung: 25. Mai 1997 Neuauflage: 10. März 2017 |
| 1997 | When the Boys Come Into Town Almost Heaven                      | DE37 (9 Wo.)DE | AT29 (5 Wo.)AT | CH32 (3 Wo.)CH | — | Erstveröffentlichung: 7. Juli 1997                           |
| 1997 | Because It’s Love Growin’ Up                                    | DE3 (10 Wo.)DE | AT2 (11 Wo.)AT | CH2 (11 Wo.)CH | — | Erstveröffentlichung: 31. August 1997                        |
| 1998 | One More Song Growin’ Up                                        | DE19 (8 Wo.)DE | AT23 (6 Wo.)AT | CH32 (3 Wo.)CH | — | Erstveröffentlichung: 26. Januar 1998                        |
| 1998 | I Will Be Your Bride From Their Hearts                          | DE14 (7 Wo.)DE | AT14 (6 Wo.)AT | CH19 (5 Wo.)CH | — | Erstveröffentlichung: 28. September 1998                     |
| 1999 | Oh, It Hurts / Hooks From Their Hearts                          | DE57 (2 Wo.)DE | — | — | — | Erstveröffentlichung: 1. Februar 1999                        |
| 1999 | The Children of Kosovo Best of The Kelly Family                 | DE8 (8 Wo.)DE | AT35 (2 Wo.)AT | CH13 (7 Wo.)CH | — | Erstveröffentlichung: 6. Juni 1999                           |
| 1999 | Saban’s Mystic Knights of Tir Na Nog Best of The Kelly Family 2 | DE27 (6 Wo.)DE | — | CH47 (1 Wo.)CH | — | Erstveröffentlichung: 4. Oktober 1999                        |
| 1999 | Mama Best of The Kelly Family 2                                 | DE14 (7 Wo.)DE | AT40 (1 Wo.)AT | CH86 (1 Wo.)CH | — | Erstveröffentlichung: 8. November 1999                       |
| 2000 | I Wanna Kiss You Best of The Kelly Family 2                     | DE44 (3 Wo.)DE | — | CH79 (1 Wo.)CH | — | Erstveröffentlichung: 27. Februar 2000                       |
| 2002 | I Wanna Be Loved La Patata                                      | DE31 (4 Wo.)DE | — | — | — | Erstveröffentlichung: 26. Februar 2002                       |
| 2002 | What’s a Matter You People La Patata                            | DE23 (4 Wo.)DE | — | — | — | Erstveröffentlichung: 13. Mai 2002                           |
| 2002 | Mrs. Speechless La Patata                                       | DE31 (3 Wo.)DE | — | — | — | Erstveröffentlichung: 25. November 2002                      |
| 2004 | Flip a Coin Homerun                                             | DE24 (9 Wo.)DE | AT52 (7 Wo.)AT | — | — | Erstveröffentlichung: 25. Januar 2004                        |
| 2004 | Blood Homerun                                                   | DE24 (4 Wo.)DE | AT59 (3 Wo.)AT | — | — | Erstveröffentlichung: 16. Mai 2004                           |
| 2004 | Streets of Love Homerun                                         | DE52 (3 Wo.)DE | AT72 (2 Wo.)AT | — | — | Erstveröffentlichung: 12. September 2004                     |
| 2021 | One More Happy Christmas                                        | DE35 (1 Wo.)DE | — | — | — | Erstveröffentlichung: 26. November 2021                      |

Weitere Singles
- 1978: Danny Boy
- 1978: Agur Jaunak
- 1979: Knick-Knack-Song (This Old Man)
- 1979: Eagle on the Breeze
- 1979: The Last Rose of Summer
- 1979: Join This Parade (Scotland the Brave)
- 1980: Ein Vogel kann im Käfig nicht fliegen
- 1980: Alle Kinder brauchen Freunde
- 1980: Die Vogelhochzeit
- 1980: Estudiantina Portuguesa
- 1982: We Love the Pope
- 1982: Our Father
- 1984: Old McDonald
- 1984: Amazing Grace
- 1984: Une famille c’est une chanson
- 1984: Didelidei
- 1987: Hiroshima, I’m Sorry
- 1992: House on the Ocean
- 1993: Key to My Heart
- 1993: When the Last Tree…
- 1993: No Lies
- 1993: One More Freaking Dollar
- 1997: Red Shoes
- 1999: I Really Love You
- 2017: Nanana
- 2019: Over the Hump
- 2019: Fire
- 2022: Peace on Earth
- 2022: Those Were The Days

## Videoalben
| - 1981: A Long Time Ago with Mom - 1982: Christmas All Year - 1989: Live ’88 - 1992: Street Life - 1994: Tough Road Vol. 1 (Verkäufe: + 125.000; DE: ×5Fünffachgold ) - 1994: Tough Road Vol. 2 (Verkäufe: + 150.000; DE: ×3Dreifachplatin ) - 1995: Searching for the Magic Golden Harp (Verkäufe: + 50.000; DE: Platin) - 1995: Live at Loreley (Verkäufe: + 50.000; DE: Platin) - 1995: Tough Road Vol. 3 – Backstage - 1996: Over the Hump - 1996: Live In East Germany - 1997: Crossroads - 1997: Almost Heaven - 1997: European Stadium-Tour - 1998: Growin’ Up Vol. 1 - 1998: Growin’ Up Vol. 2 - 1998: Making the Videos Vol. 1 - 1999: Making the Videos Vol. 2 - 2000: Best of Vol. 1 - 2000: Best of Vol. 2 | - 2002: La Patata „The Making Of“ (Dokumentation über die Produktion des Albums „La Patata“) - 2003: Cover the Road (Road Movie zur Tournee der Kelly Family 2002) - 2005: Homerun (Videos zum Album „HomeRun“ und als Bonus eine Dokumentation über die Entstehung des Albums) - 2011: Kelly Family: The Complete Story (Interviews und Bühnenerinnerung nach dem Ende vor zehn Jahren) - 2017: We Got Love: Live (DVD/Blu-ray, Verkäufe: + 25.000; DE: Gold) - 2017: Tough Road (Neuauflage) - 2018: Live at Loreley (Neuauflage von 1995, nur in der limitierten Fanbox erhältlich) - 2018: We Got Love – Live at Loreley (DVD/Blu-ray) - 2019: Making Of: Over the Hump (nur in der limitierten Fanbox erhältlich) - 2019: Over the Hump (Neuauflage von 1996, nur in der limitierten Fanbox erhältlich) - 2020: 25 Years Later: Live |

## Boxsets
- 1996: The First Singles
- 2011: Kelly Family: The Complete Story
- 2017: We Got Love (Limited Fanbox)
- 2017: We Got Love: Live (2CDs/2DVDs)
- 2018: We Got Love: Live at Loreley (2CDs/2DVDs; limitierte Fanbox)
- 2019: 25 Years Later (4CDs/2DVDs; limitierte Fanbox)
- 2020: 25 Years Later: Live (2CDs/2DVDs)

## Statistik

### Chartauswertung
|                     | DE     | AT     | CH     | UK    |
| ------------------- | ------ | ------ | ------ | ----- |
| Nummer-eins-Alben   | DE5DE  | AT5AT  | CH2CH  | UK—UK |
| Top-10-Alben        | DE10DE | AT8AT  | CH8CH  | UK—UK |
| Alben in den Charts | DE15DE | AT13AT | CH14CH | UK—UK |

|                       | DE     | AT     | CH     | UK    |
| --------------------- | ------ | ------ | ------ | ----- |
| Nummer-eins-Singles   | DE1DE  | AT1AT  | CH1CH  | UK—UK |
| Top-10-Singles        | DE4DE  | AT4AT  | CH5CH  | UK—UK |
| Singles in den Charts | DE26DE | AT17AT | CH17CH | UK1UK |

### Auszeichnungen für Musikverkäufe
| Land/RegionAuszeichnungen für Musikverkäufe (Land/Region, Auszeichnungen, Verkäufe, Quellen) | Gold       | Platin       | Verkäufe    | Quellen                                                    |
| -------------------------------------------------------------------------------------------- | ---------- | ------------ | ----------- | ---------------------------------------------------------- |
| Australien (ARIA)                                                                            | —          | Platin1      | 50.000      | Einzelnachweise                                            |
| Belgien (BRMA)                                                                               | Gold1      | —            | 25.000      | ultratop.be                                                |
| Dänemark (IFPI)                                                                              | Gold1      | —            | 25.000      | Einzelnachweise                                            |
| Deutschland (BVMI)                                                                           | 10× Gold10 | 17× Platin17 | 7.300.000   | musikindustrie.de                                          |
| Europa (IFPI)                                                                                | —          | 3× Platin3   | (5.000.000) | ifpi.org (Memento vom 1. Januar 2014 im Internet Archive)  |
| Japan (RIAJ)                                                                                 | Gold1      | —            | 50.000      | Einzelnachweise                                            |
| Neuseeland (RMNZ)                                                                            | —          | Platin1      | 15.000      | Einzelnachweise                                            |
| Niederlande (NVPI)                                                                           | 3× Gold3   | Platin1      | 250.000     | nvpi.nl                                                    |
| Norwegen (IFPI)                                                                              | —          | 3× Platin3   | 90.000      | ifpi.no (Memento vom 5. November 2012 im Internet Archive) |
| Österreich (IFPI)                                                                            | 3× Gold3   | 7× Platin7   | 407.500     | ifpi.at                                                    |
| Polen (ZPAV)                                                                                 | 3× Gold3   | 6× Platin6   | 660.000     | olis.pl                                                    |
| Schweiz (IFPI)                                                                               | 2× Gold2   | 9× Platin9   | 485.000     | hitparade.ch                                               |
| Spanien (Promusicae)                                                                         | —          | 2× Platin2   | 200.000     | elportaldemusica.es                                        |
| Insgesamt                                                                                    | 24× Gold24 | 50× Platin50 |             |                                                            |